# The Blockhouse
Pour plus de détails, voir Fiche technique et Distribution.
The Blockhouse est un film britannique réalisé par Clive Rees, et sorti en 1973.
Le scénario est inspiré d'un roman de Jean-Paul Clébert. Il a été présenté au Festival international du film de Berlin 1973.

## Fiche technique
- Réalisation : Clive Rees
- Scénario : John Gould, Clive Rees d'après un roman de Jean-Paul Clébert, Le Blockhaus
- Photographie : Keith Goddard
- Musique : Stanley Myers
- Montage : Peter Gold
- Genre : Film dramatique, film de guerre
- Dates de sortie: 
  - juin 1973 Festival international du film de Berlin

## Distribution
- Peter Sellers : Rouquet
- Charles Aznavour : Visconti
- Jeremy Kemp : Grabinski
- Per Oscarsson : Lund
- Peter Vaughan : Aufret
- Nicholas Jones : Kramer
- Leon Lissek : Khozek

## Distinctions
Le film a été présenté en sélection officielle en compétition lors de la Berlinale 1973.